# Anni Schumacher
Anni Schumacher (Bad Muskau, 27 de julio de 1988) es una jugadora de voleibol de playa alemana.

## Carrera

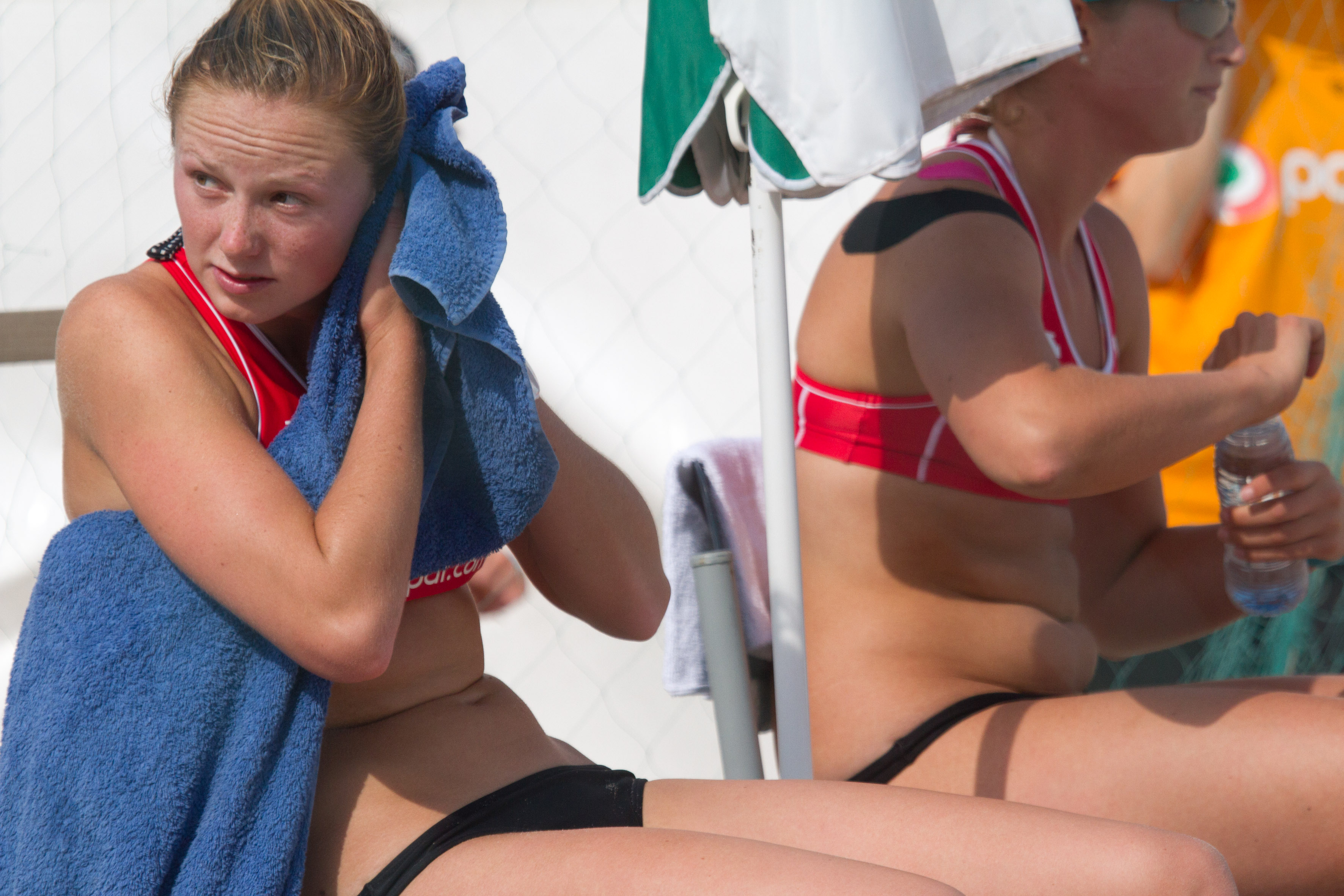
Schumacher (izquierda) y Jana Köhler en el Paf Open 2012.

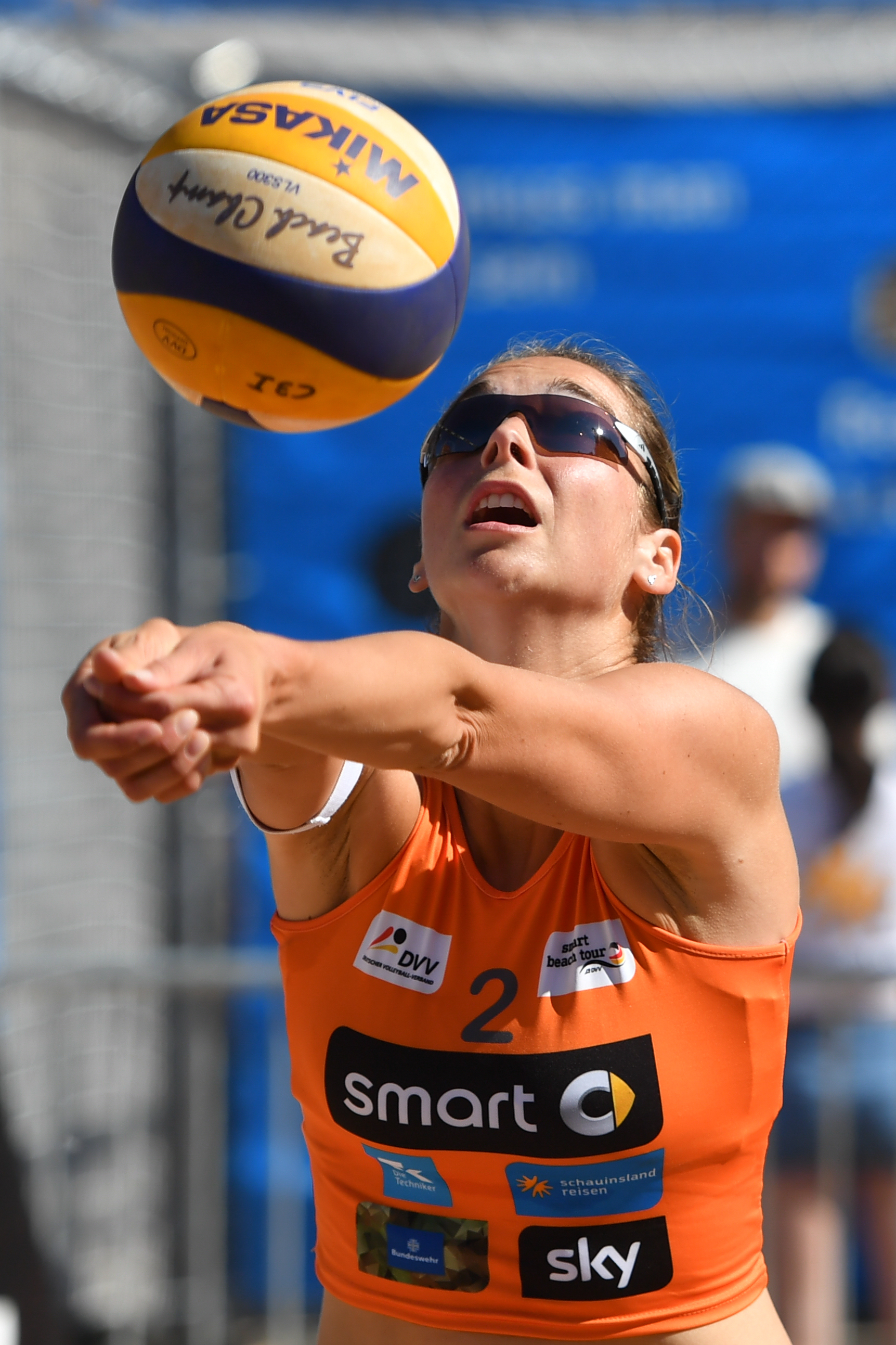
Schumacher en el Smart Beach Tour en 2017.

Schumacher comenzó a jugar voleibol bajo techo en 1997 y juega en la arena desde 2001. En 2006 ganó el campeonato alemán sub-20 con Jenny Heinemann. Empezó a nivel nacional e internacional con Stefanie Hüttermann de 2009 a 2011. En 2010, Hüttermann/Schumacher llegaron a los octavos de final del Campeonato Europeo de Vóley Playa de 2010 en Berlín, donde fueron eliminadas por los campeones de Europa Goller/Ludwig. En 2012, empezó haciendo equipo primero con Sandra Seyfferth y más tarde con Jana Köhler, con quien logró tres victorias seguidas en el Smart Beach Tour nacional y un noveno puesto en el Grand Slam de Berlín. En los campeonatos alemanes, Köhler/Schumacher obtuvo el cuarto lugar. Junto con Chantal Laboureur, jugó en Maceió (Brasil) en el Campeonato Mundial de Estudiantes y terminó en tercer lugar. En 2013, Köhler/Schumacher ocuparon el noveno lugar en el Grand Slam de Long Beach, ganaron el CEV Satellite en Vaduz, terminaron quintas en el Campeonato Alemán y llegaron a los octavos de final del Campeonato Europeo en Klagenfurt. En 2014 ganaron el Smart Beach Tour en Sankt Peter-Ording y nuevamente terminaron quintas en el Campeonato Alemán. Luego de eso, Köhler puso fin a su carrera y Schumacher volvió a jugar al lado de Seyfferth, con quien terminó séptima en el campeonato alemán. En el Abierto de Antalya, terminó quinta con Kim Behrens. En 2016, actuó junto a la talentosa promesa Lisa Arnholdt.
En 2017, subió al podio por primera vez en el Circuito Mundial de la FIVB en el Shepparton australiano (torneo de 1 estrella) junto a Behrens. Otros éxitos de Behrens/Schumacher fueron el cuarto puesto en Sídney (2 estrellas) y el segundo puesto en Mónaco (1 estrella) en el World Tour. A esto en el CEV Tour europeo se sumó un segundo puesto en el Masters de Ankara y una victoria en el Satellite de Liubliana, así como victorias en el Smart Beach Tour de Núremberg y la Smart Super Cup de Kühlungsborn. Schumacher terminó su carrera después de terminar séptima en el campeonato alemán.